# جويرية بنت الحارث
أم المؤمنين جُوَيْرِيَة بنت الحارث ثامن زوجات سيدنا رسول الله  صلى الله عليه وسلم.

## نسبها
- أبوها الصحابي الجليل وسيد بني المصطلق واسمه: الحارث بن أبي ضرار بن حبيب بن عائذ بن مالك بن المصطلق بن سعيد بن عمرو بن ربيعة بن حارثة بن خزاعة.

## زواجها من الرسول محمد
سبيت يوم المريسيع (غزوة بني المصطلق) سنة خمس وعند بعض العلماء كالطبري وخليفة وابن إسحاق وغيرهم سنة ست كما نقل عنهم ابن حجر في الفتح، وكانت متزوجة بابن عمها مسافع بن صفوان بن أبي الشفر الذي قتل في هذه الغزوة، وكانت ممن وقعن عند ثابت بن قيس بن شماس فكاتبته على نفسها، وكانت امرأة جميلة فأتت الرسول محمد تستعينه على كتابتها، وقد وصفت السيدة عائشة دخول جويرية على الرسول في ذلك اليوم، بقولها: «فوالله ما هو إلا أن رأيتها على باب حجرتي فكرهتها، وعرفت أنه سيرى منها صلى الله عليه وسلم ما رأيت» على ما قال ابن إسحاق في سيرته، فقالت جويرية: «يا رسول الله! أنا جويرية بنت الحارث سيد قومه وقد أصابني من البلاء ما لم يخف عليك وقد كاتبت فأعني» فقال: «أو خير من ذلك؟ أؤدي عنك وأتزوجك؟» فقالت: «نعم»، فقال: «قد فعلت». فبلغ الناس، فقالوا: «أصهار رسول الله». فأرسلوا ما كان في أيديهم من الأسرى فما من امرأة أعظم بركة على قومها منها: أعتق بزواجها من رسول الله أهل مائة بيت من بني المصطلق. وفي رواية أخرى لابن هشام، قال أن الرسول استودع جويرية عند أحد الأنصار بعد أن انصرف من غزوة بني المصطلق وأمره بالحفاظ عليها، فأقبل أبوها بفداء ابنتهِ فدفع الرسول إليه بجويرية، ثم أسلمت بعد إسلام أبيها وأخويها وحسن إسلامها فخطبها الرسول إلى أبيها، فزوجه إياها وأصدقها أربع مئة درهم. وقد كان اسمها «برّة» فسماها رسول الله جويرية وذلك لما في الاسم الأول من معاني المدح والتزكية. كان عمرها يوم زواجها من رسول الله عشرين سنة، روت عن النبي سبعة أحاديث.

## عبادتها
وكانت تَكثر من التسبيح، فحدث وأتى عليها رسول الله غذوةً وهي تسبّح، ثم انطلق إلى حاجته، ثم رجع قريباً من نصف النهار، فقال: «أما زلت قاعدة؟» فقالت: «نعم» فقال عليه الصلاة والسلام: «ألا أعلمك كلمات لو عدلن بهن عدلنهن، ولو وَزن بهن وزنتهن -يعني جميع ما سبحت-: سبحان الله عدد خلقه، ثلاث مرات، سبحان الله زنة عرشه، ثلاث مرات، سبحان الله رضا نفسه، ثلاث مرات، سبحان الله مداد كلماته، ثلاث مرات».

## علمها
وحفظت جويرية عدة أحاديث واتفق الشيخان على حديثين، وروى لها أبو داود، والترمذي، والنسائي، وابن ماجه. وروى عنها: ابن عمر، وابن عباس، وعبيد بن السباق، ومجاهد، وغيرهم.

## وفاتها
عاشت إلى خلافة معاوية وتوفيت في المدينة في ربيع الأول من سنة ست وخمسين على الأرجح وصلى عليها مروان بن الحكم أمير المدينة ودفنت بالبقيع.